# Carlota Amália de Kunowitz
Carlota Amália de Kunowitz (Kassel, 7 de abril de 1677 - Fürstenau, 8 de abril de 1722) foi condessa de Erbach-Fürstenau, por casamento. Ela era filha de João Frederico de Kunowitz (1624- 1700) e Doroteia de Lippe-Brake (1633-1706).

## Casamento e descendência
Em 4 de dezembro de 1689, ela se casou com o Conde Filipe Carlos de Erbach-Fürstenau (1677-1736), filho do Conde Jorge Alberto II de Erbach-Fürstenau (1648-1717) e Ana Doroteia de Hohenlohe-Waldenbourg (1656-1724). O casamento gerou quatro filhos:
1. Carolina (1700-1758), casada com o Duque Ernesto Frederico II de Saxe-Hildburghausen (1707-1745).[2]
2. Enriqueta (1703-1704)
3. Luísa Eleonor (1705-1707)
4. João Guilherme (1707-1742)